# Снежана Штетић
Снежана Штетић (1953) српски је универзитетски професор, аутор и стручњак за туризам.

## Биографија
Дипломирала је, магистрирaла и докторирала на Природно-математичком факултету, где од 1977. ради као асистент и потом пролази кроз сва академска звања. Данас је редовна професорка на матичном факултету и на Високој туристичкој школи у Београду.
Године 1972. почела је да се бави туризмом као туристички водич и преводилац.
Као гостујућу предавач предавала је на универзитетима у Уједињеном Краљевству, Кипру, Северној Македонији и Црној Гори.
Обављала је функцију председника, потпредседника и члана управног одбора Удружења туризмолога Србије.
Радила је за велики број агенција и тур оператера у земљи и иностранству, укључујући: Путник, Центротурист, Атлас, Компас, Генералтурист. Југотурс, Томпсон холидеј и друге.
Била је уредница и чланица редакција неколико стручних часописа у Србији, региону и иностранству. Предавач је и организатор стручних испита за туристичке водиче.
Сручне области рада су јој: економски аспекти развоја туризма, пословање путничких агенција, менаџмент туристичких дестинација, просторни развој туризма, регионални развој туризма, развој специфичних облика туризма.

## Чланство у стручним и струковним удружењима
- European Economic Chamber EEIG – Chairperson of Commission for education and tourism, Брисел[1]
- E turboNews Ambasadord and expert[1]
- GDNet Researcher Community[1]
- Травел мол[1]
- Оснивач и председник управног одбора Удружења туризмолога Србије[1]
- Почасни је члан Удружења туристичких водича Србије[1]
- Оснивач и члан Управног одбора АЕЕРТ-а (Асоцијације експерата за развој еко и руралног туризма на Балкану)[1]
- Члан управног одбора Удружења предузетника у сеоском туризму Србије[1]
- Члан српског географског друштва[1]
- Члан македонског географског друштва[1]
- Члан Интернатионал CHRIE и EURO CHRIE (светског и европског удружења едукатора у туризму и хотелијерству)[1]

## Награде
- Диплома и златна значка Туристичког савеза Београда за допринос развоју туризма Београда[1]
- Диплома и златна значка Удружења туристичких водича Србије за допринос и развој водичке службе у Југославији[1]
- Почасни члан Удружења туристичких водича Србије[1]

## Одабрана дела
- Туристичка географија Србије, 2007.
- Дестинацијски концепт развоја туризма, монографија, 2012.
- Посебни облици туризма Дунавског региона Србије, монографија, 2014.